# Пшеница карталинская
Пшеница карталинская, Пшеница персидская, или дика (лат. Triticum carthlicum) — вид пшеницы из семейства Злаки, или Мятликовые (Poaceae). 

## Распространение
Известна только яровая культура из Закавказья. Распространена в Грузии, где числится на втором месте после Triticum aestivum (пшеницы мягкой). 
Возделывается на высотах  от 650 до 2000 метров над уровнем моря. Ареал вида помимо Грузии проникает на близлежащие территории, охватывая в Армению, Нахичевань, Нагорный Карабах, Северную Осетию, и сопредельные с ними районы Турции. Известно о орошаемой культуре этого вида в Ираке, Вавилов обнаружил этот вид в Северо-Западном Иране.

## Происхождение
Считается, что данный вид имеет древнейшее происхождение, по некоторым оценкам возник за 6500—6000 лет до нашей эры. В грузинской литературе V века упоминается пшеница под названием «дика» (груз. დიკა), такое народное название пшеницы известно в Грузии издавна и дошло до наших дней. В отечественной литературе впервые это название упоминает И. Г. Георги, в 1798 году, в числе сортов пшеницы возделываемых в Имеретии. В самостоятельный вид выделена в 1918 году Н. И. Вавиловым из популяций мягкой пшеницы.

## Значение
Зерно от формы с красными колосьями пригодно для хлебопечения.  
Вид ценен иммунной стойкостью к мучнистой росе.

## Описание
Стебли не полые, под колосьями утончённые. Узлы на стеблях волосистые.  Листья плоские волосистые. 
Колосья длиной 8—15 см и 0,8—0,9 см шириной, в поперечном сечении могут быть квадратными. Ось колосков весьма тонкая. Чешуйки колосков ланцетовидные и гладкие, 0,7—0,9 см длиной, на конце заострённые и остистые. 
Ости колосковых чешуек слегка изогнуты, острошероховатые, 1—3 см длиной, параллельные. Зерновка твёрдая и стекловидная.

## Таксономия
Triticum carthlicum Nevski, Флора СССР 2: 685. 1934.

### Синонимы
- Triticum dicoccon var. persicum Percival, Wheat Pl. 196. 1921.
- Triticum persicum (Percival) Vavilov, Trudy Prikl. Bot. 13: 4. 1923. non Triticum persicum (Boiss.) Aitch. & Hemsl., 1888; nom. syn. of Aegilops triuncialis L., 1753.
- Triticum paradoxum Parodi, Revista Argent. Agron. 7: 49. 1940.
- Triticum ibericum Menabde, Pshen. Gryz. 50. 1948.
- Triticum turgidum subsp. carthlicum (Nevski) Á.Löve, Bot. Not. 114: 49 1961.
- Gigachilon polonicum subsp. carthlicum (Nevski) Á.Löve, Feddes Repert. 95: 496. 1984.